# خیابان ریجنت

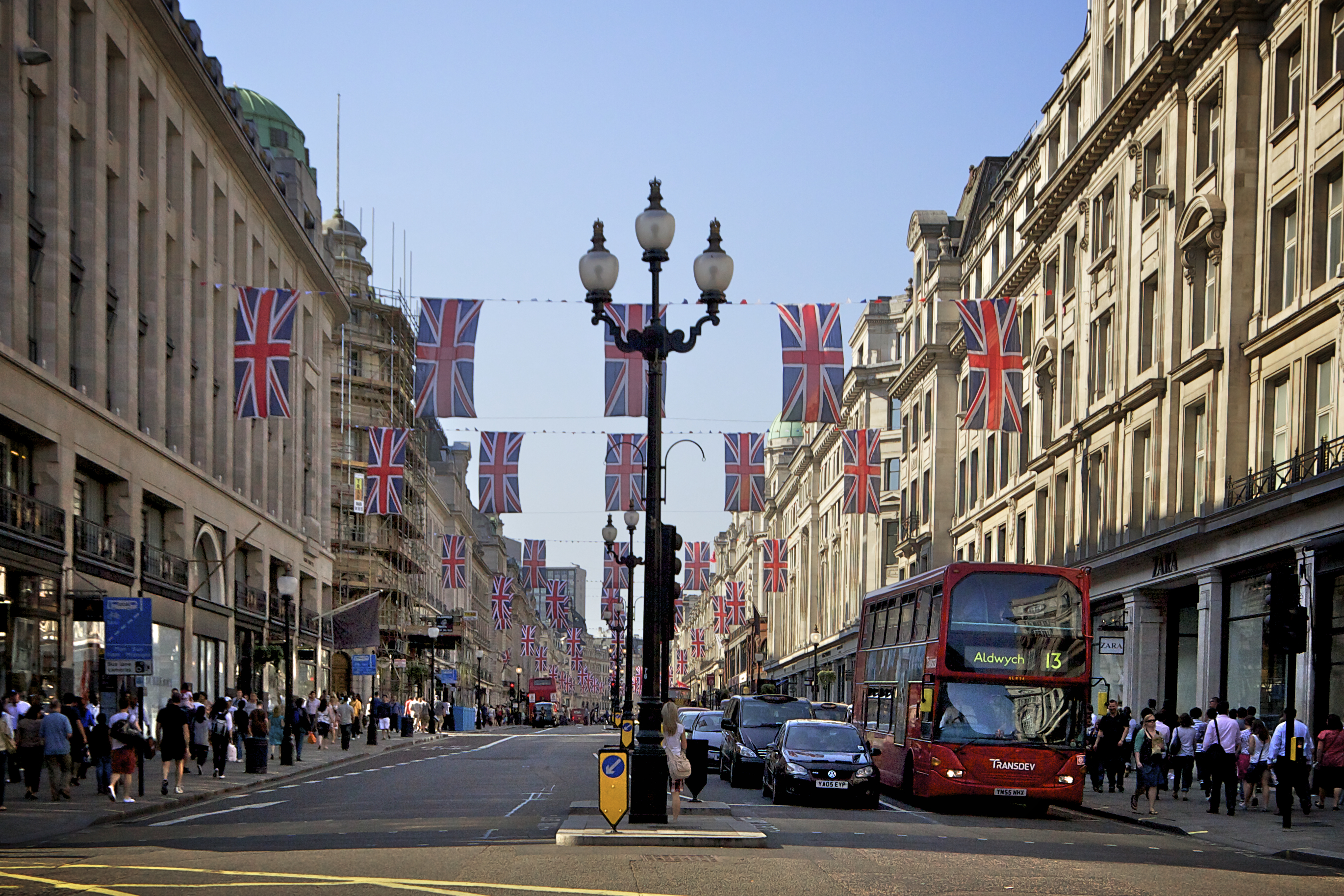
نمایی از خیابان ریجنت از سمت شمال

خیابان ریجنت (انگلیسی: Regent Street) یک خیابان و یک مرکز خرید در ناحیه وست اند لندن است.
ساخت این خیابان که در سال ۱۸۲۵ تمام شده، دانشگاه وست‌مینستر، تئاتر پاریس، دفتر سوپرگروپ، اپل‌استور لندن و هتل کافه رویال در آن قرار دارد.

## نگارخانه

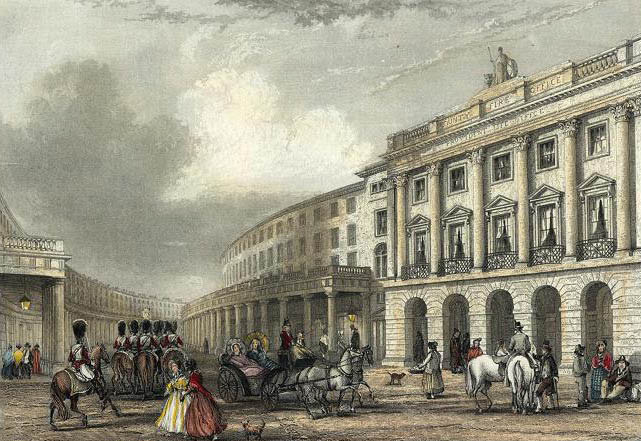
۱۸۳۷
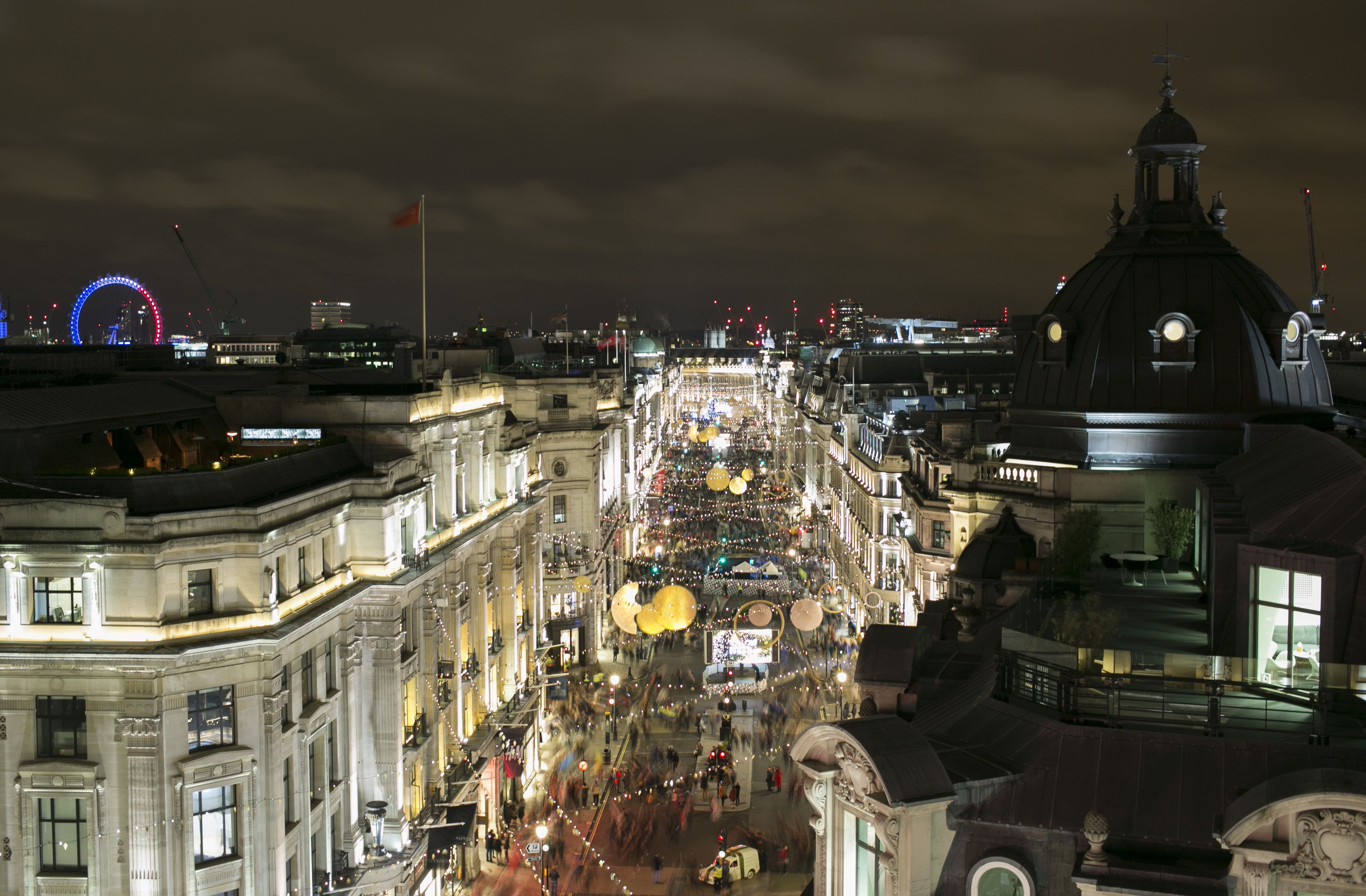
خیابان ریجنت در کریسمس
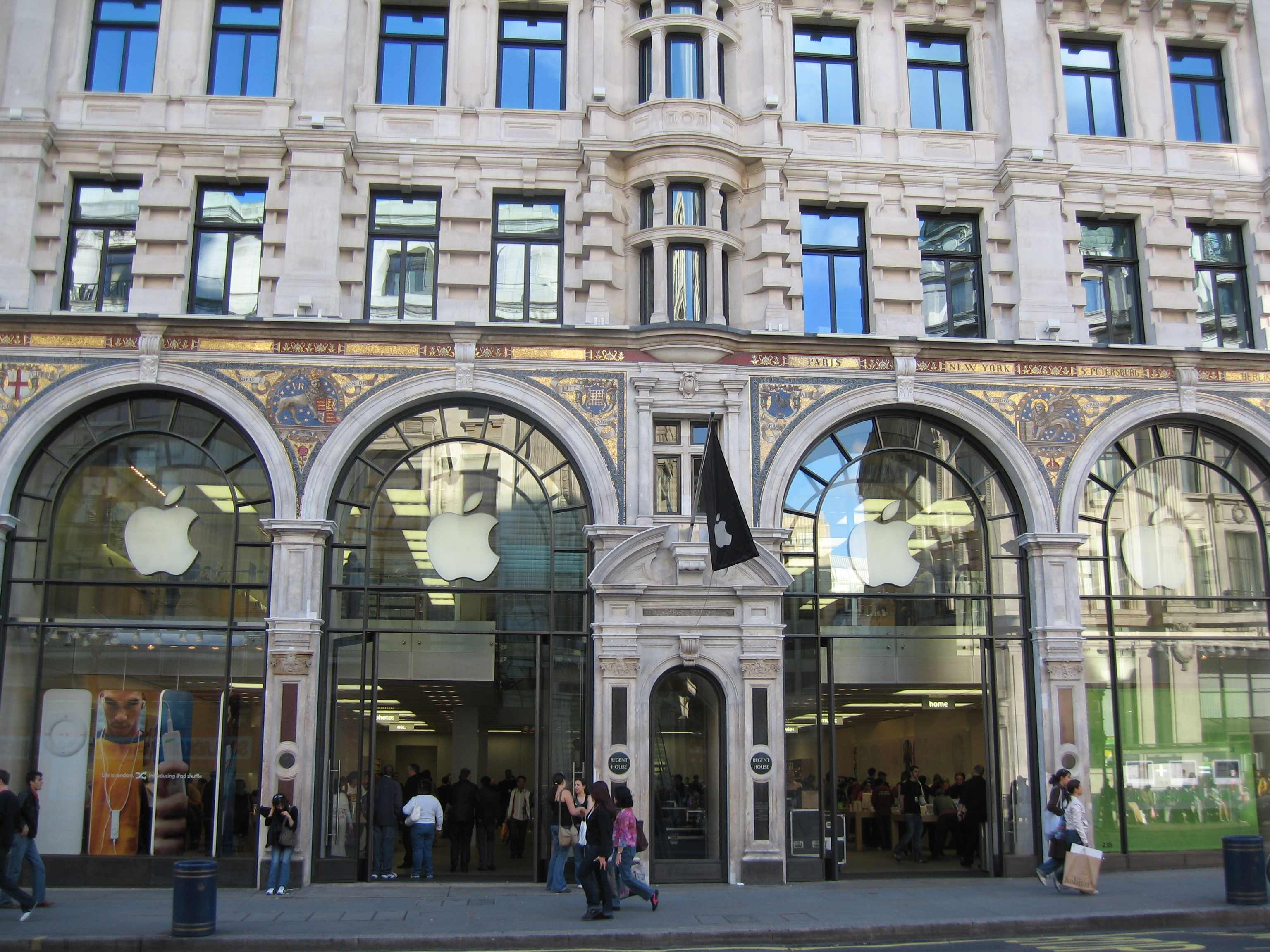
نمایندگی اپل‌استور
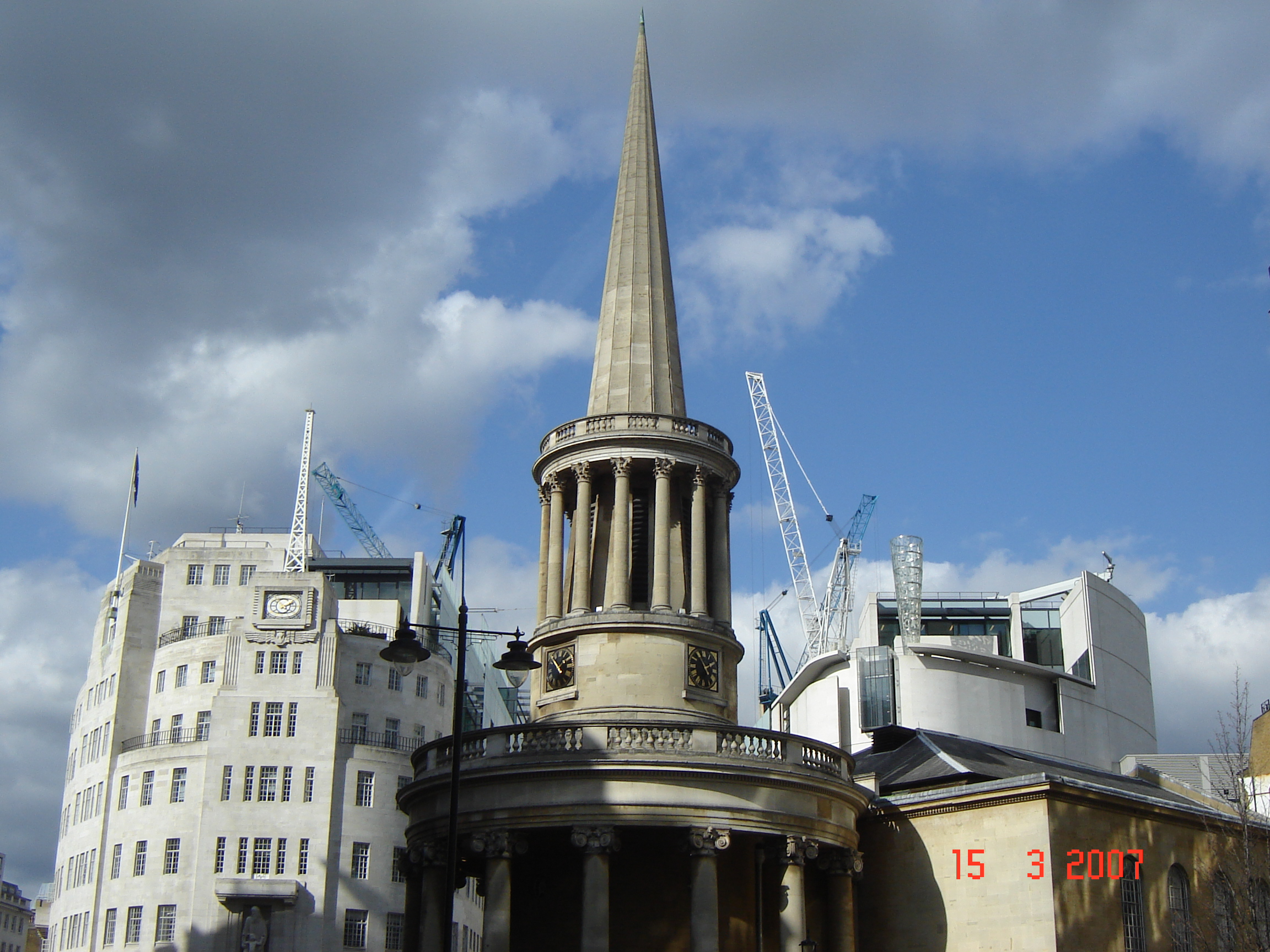